# Rivalidad entre raperos de la Costa Oeste y la Costa Este
La rivalidad entre raperos de la Costa Oeste y la Costa Este fue una enemistad que se inició a comienzos de la década de 1990 entre los raperos y fanes de la Costa Oeste y los de la Costa Este de Estados Unidos. El foco de esta rivalidad estaba en Tupac Shakur y su discográfica Death Row Records (establecida en Los Ángeles), de la Costa Oeste, y The Notorious B.I.G. y su discográfica Bad Boy Records, de la Costa Este, establecida en Nueva York. Los dos artistas fueron asesinados de la misma forma; por agresores desconocidos al recibir tiros de un vehículo en movimiento, en 1996 y 1997, respectivamente.

## Inicio
El primer rastro significativo de una rivalidad entre las dos costas dentro del hip hop ocurrió en 1991, cuando el rapero neoyorquino Tim Dog lanzó la canción Fuck Compton, una diss para el grupo californiano N.W.A, donde ataca a los raperos con el estilo de la Costa Oeste. El ataque tuvo varias respuestas de artistas como Compton's Most Wanted o DJ Quik, además del de N.W.A.
En 1992, el joven rapero y productor Dr. Dre se aleja de N.W.A. por problemas con Eazy-E, Alias : The Godfather Of Gangsta Rap  por la distribución de las ganancias en la NWA, para crear su propia discográfica, la Death Row Records, junto con su ex-guardaespaldas Suge Knight. Posteriormente, Dre lanza su primer disco en solitario titulado The Chronic con este sello, el mismo recibió tres discos de platino y fue incluido entre los 500 mejores álbumes de todos los tiempos según la revista Rolling Stone. La Death Row Records trajo rap muy popular de la Costa Oeste con nombres como Tupac Shakur, Snoop Dogg o The Dogg Pound.
Al otro lado del país, en la Costa Este, el productor Sean Combs (Puff Daddy) fundó en 1993 su discográfica, la Bad Boy Records, e intentó, sin éxito, llevarse a Tupac para su discográfica. En 1994, después de que Tupac fuera robado y disparado cinco veces en su estudio, Combs firma con The Notorious B.I.G.. Tupac estaba preso acusado de violación y siempre dijo que Puff (Combs) y Biggie (B.I.G.) sabían del ataque y no lo avisaron. Ese mismo año, B.I.G. lanza su álbum Ready to Die, obteniendo una significativa popularidad con él y revitalizando así el hip hop de la Costa Este. Mientras estaba en prisión, Tupac firmaba con Death Row Records y salía bajo fianza con el pago de su fianza por Suge Knight. Tupac, posteriormente, lanzaría el disco All Eyez on Me, donde hace ataques a Biggie, Combs y toda la Bad Boys, protagonizando así el alza de la disputa.

## Las rivalidades

### 2Pac Shakur vs. The Notorious B.I.G.
La lucha entre Tupac Shakur y Notorious B.I.G. se inició cuando Tupac fue tiroteado en su estudio en 1994 y Biggie lanzó la canción “Who Shot Ya?”, que Shakur interpretó como una burla del tiroteo que había sufrido. Tupac dijo que Biggie lo sabía y no le avisó. 
Poco después de salir de la cárcel, Tupac respondió con la canción que se convertiría en el diss más famoso de la historia: Hit Em Up en el que insultaba a Biggie, junto con otros temas con amenazas/insultos hacía The Notorious B.I.G. y su firma: “Against All Odds” y “Bomb First (My Second Reply)”. En ella ataca varias veces a Biggie Junior M.A.F.I.A. y otros enemigos de la Death Row (la discográfica de Tupac). En este diss, Tupac también afirma que el motivo del éxito de Biggie era ese. Shakur ridiculizó una vez más a Notorious en el single 2 of Amerikaz Most Wanted.  La prensa siguió muy de cerca esta rivalidad, hablando de ella a menudo. Esto causó que los fanes tuvieran que escoger un lado, una costa.
El 7 de septiembre de 1996, Tupac Shakur fue fatalmente tiroteado desde un vehículo en movimiento a la intersección entre Flamingo Road y Koval Lane en Las Vegas, Nevada. Fue llevado al University Medical Center of Souther Nevada, donde murió seis días después. La investigación de su muerte, de la cual aún no se conoce al autor, tuvo entre a los sospechosos a The Notorious B.I.G. y a los compañeros de su discográfica. Seis meses después de la muerte de Tupac, el 9 de marzo de 1997, The Notorious B.I.G. fue asesinado de la misma forma que Shakur en Los Ángeles, California por un agresor también desconocido.

### Death Row vs. Bad Boy
Ambos fundadores de las discográficas Death Row Records y Bad Boy Records, Suge Knight y Puff Daddy tenían un historial de luchas. Obviamente, con la disputa de Tupac y Biggie las dos discográficas acabarían entrando en rivalidad tanto comercial como personal por ambos lados. Lo que realmente hará iniciar la rivalidad entre la Costa Oeste y la Costa Este es que Death Row era el sello que más recaudaba, y Bad Boys se le estaba acercando.

### Una guerra inventada por los medios de comunicación
Tupac siempre afirmó en entrevistas que la guerra que involucraba a la Costa Oeste y a la Costa Este americanas era algo inventado por los medios de comunicación al mismo tiempo que decía que había diferentes ideas entre los raperos de ambas costas, porque según Tupac, la costa Oeste vivía y creía en un ideal diferente de la Costa Este.
Entre tanto una lucha que comenzó entre las dos discográficas tomaba una proporción enorme haciendo que se involucraran diversos raperos. Tupac creía que debería evitar que esa guerra ficticia se hiciera real. Para eso, tenía planeado lanzar un disco llamado One Nation para desmitificar toda esa historia, pero el rapero murió antes de lo previsto.

### El final
Esa rivalidad, que a ojos de muchos fanes del hip hop era solo un gran esquema de marketing, tuvo un final trágico con la muerte tanto de Tupac Shakur como de Notorious B.I.G., cuando ambos lados entraron en un consenso de paz, ya que gran parte de esa rivalidad se centraba en la lucha de esos dos raperos. Los fanes del rap fueron sacudidos, primordialmente, por la muerte de Eazy-E, miembro de N.W.A., y la muerte de Tupac y Biggie causó una conmoción aún mayor, y esa es la razón por la cual estos tres raperos se han vuelto los tres iconos más influyentes en la historia del rap, hasta nuestros días.